# 1981 en Bretagne
 Chronologie de la Bretagne
- 1977
- 1978
- 1979
- 1980
- 1981
- 1982
- 1983
- 1984
- 1985

Cette page recense des événements qui se sont produits durant l'année 1981 en Bretagne.

## Société

### Naissance
- 13 avril à Brest : Hassan Ahamada, footballeur français d'origine comorienne.

## Politique

### Vie politique
- Abandon du projet de centrale nucléaire de Plogoff.